# Ambunticoris
Ambunticoris is een geslacht van wantsen uit de familie van de Miridae (Blindwantsen). Het geslacht werd voor het eerst wetenschappelijk beschreven door Carvalho in 1981.

## Soorten
Het genus bevat de volgende soorten:

- Ambunticoris nigroemboliatus Carvalho, 1981
- Ambunticoris ochraceus Carvalho, 1981
- Ambunticoris sulawesicus Konstantinov & Zinovjeva, 2016